# Slobodan Janković
Slobodan Janković (srbskou cyrilicí Слободан Јанковић;  * 23. prosince 1946, Bělehrad) je bývalý jugoslávský fotbalista srbské národnosti, záložník. 

## Fotbalová kariéra
Hrál za FK Sloga Kraljevo, Crvenu zvezdu Bělehrad, NK Maribor, ve Francii za RC Lens, dále za NK Osijek, americkou ligu sálového fotbalu za  Buffalo Stallions a v Jugoslávii za FK Sinđelić Beograd. S Crvenou zvezdou získal dva mistrovské tiuly a jedno vítězství v jugoslávském fotbalovém poháru. V Poháru mistrů evropských zemí nastoupil ve 11 utkáních a dal 5 gólů, v Poháru vítězů pohárů nastoupil v 10 utkáních a dal 2 góly a v Poháru UEFA nastoupil v 5 utkáních a dal 3 góly. Za reprezentaci Jugoslávie nastoupil v roce 1975 v kvalifikační utkání Mistrovství Evropy ve fotbale 1976 v Severním Irsku. 

## Ligová bilance
| Ročník                          | Zápasy | Góly | Klub                   |
| ------------------------------- | ------ | ---- | ---------------------- |
| 2. jugoslávská liga 1967/1968   | 30     | 19   | FK Sloga Kraljevo      |
| Jugoslávská Prva liga 1968/1969 | 3      | 0    | Crvena zvezda Bělehrad |
| Jugoslávská Prva liga 1969/1970 | 34     | 11   | NK Maribor             |
| Jugoslávská Prva liga 1970/1971 | 21     | 5    | Crvena zvezda Bělehrad |
| Jugoslávská Prva liga 1971/1972 | 13     | 4    | Crvena zvezda Bělehrad |
| Jugoslávská Prva liga 1972/1973 | 17     | 3    | Crvena zvezda Bělehrad |
| Jugoslávská Prva liga 1973/1974 | 12     | 1    | Crvena zvezda Bělehrad |
| Jugoslávská Prva liga 1974/1975 | 12     | 1    | Crvena zvezda Bělehrad |
| Ligue 1 1975/1976               | 31     | 4    | RC Lens                |
| Ligue 1 1976/1977               | 11     | 8    | RC Lens                |
| Jugoslávská Prva liga 1977/1978 | 23     | 6    | NK Osijek              |
| Jugoslávská Prva liga 1978/1979 | 24     | 4    | NK Osijek              |
| CELKEM 1. jugoslávská liga      | 159    | 35   |                        |
| CELKEM Ligue 1                  | 42     | 12   |                        |